# Ostřice měchýřkatá
Ostřice měchýřkatá neboli ostřice puchýřkatá (Carex vesicaria) je druh jednoděložné rostliny z čeledi šáchorovité (Cyperaceae).

## Popis
Jedná se o rostlinu dosahující výšky nejčastěji 30-120, vzácněji až 150 cm. Je vytrvalá a netrsnatá či slabě trsnatá, s plazivými oddenky a krátkými výběžky. Listy jsou střídavé, přisedlé, s listovými pochvami. Lodyha je ostře trojhranná, pod květenstvím drsná, o trochu kratší než listy, celá rostlina je nápadně tmavozelená až trávozelená (na rozdíl od podobné ostřice zobánkaté, která je výrazně sivozelená). Čepele jsou asi 1,8-6,5, vzácněji až 8 mm široké, dvojitě lomené až ploché. Bazální pochvy jsou nejčastěji vínově až purpurově zbarvené, síťnaté rozpadavé. Ostřice měchýřkatá patří mezi různoklasé ostřice, nahoře jsou klásky čistě samčí, dole čistě samičí. Samčích klásků bývá nejčastěji 2-3, samičích 2-3, zvláště dolní je za zralosti trochu převislý. Dolní listen je delší než celé květenství a naspodu má krátkou pochvu, ostatní listeny jsou bez pochev. Okvětí chybí. V samčích květech jsou zpravidla 3 tyčinky. Čnělky jsou většinou 3. Plodem je mošnička, která je 4-7,5 mm dlouhá, zelenavá, vejčitá až elipsoidní, šikmo odstálá a nafouklá, na vrcholu pozvolna zúžená do asi 1,5-2 mm dlouhého dvouzubého zobánku. Podobná ostřice zobánkatá má mošničky odstálé kolmo a na vrcholu náhle zúžené v zobánek, nikoliv pozvolna. Každá mošnička je podepřená plevou, která je za zralosti kaštanově hnědá se zeleným kýlem a na okraji s bílým lemem. Na rozdíl od ostřice pobřežní je pleva kratší než mošnička. V ČR kvete nejčastěji v květnu až v červnu. Počet chromozómů: 2n=70, 74, 82, 86 či 88.

## Rozšíření
Ostřice měchýřkatá roste ve větší části Evropy, chybí nebo je vzácná na jihu. Dále roste na Sibiři a v Severní Americe. Mapka rozšíření viz zde: . Druh je hodně variabilní, je známo více variet. V Asii rostou také další příbuzné druhy, Carex dichroa a Carex pamirensis.

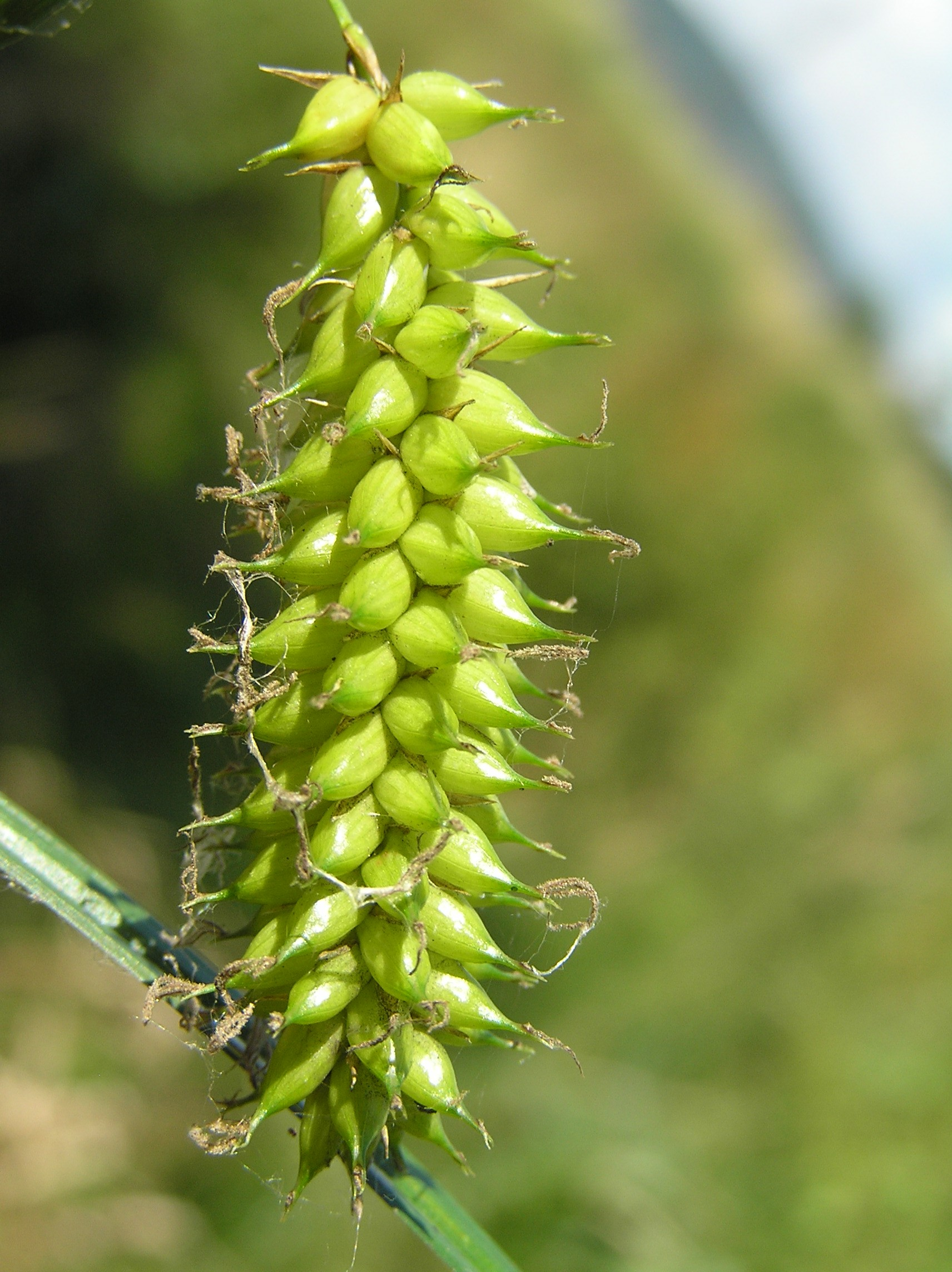
Detail samičího klásku

## Rozšíření v Česku
V ČR roste roztroušeně od nížin do hor. Je to druh mokřadů a vlhkých luk.